# Шпут, Роберт

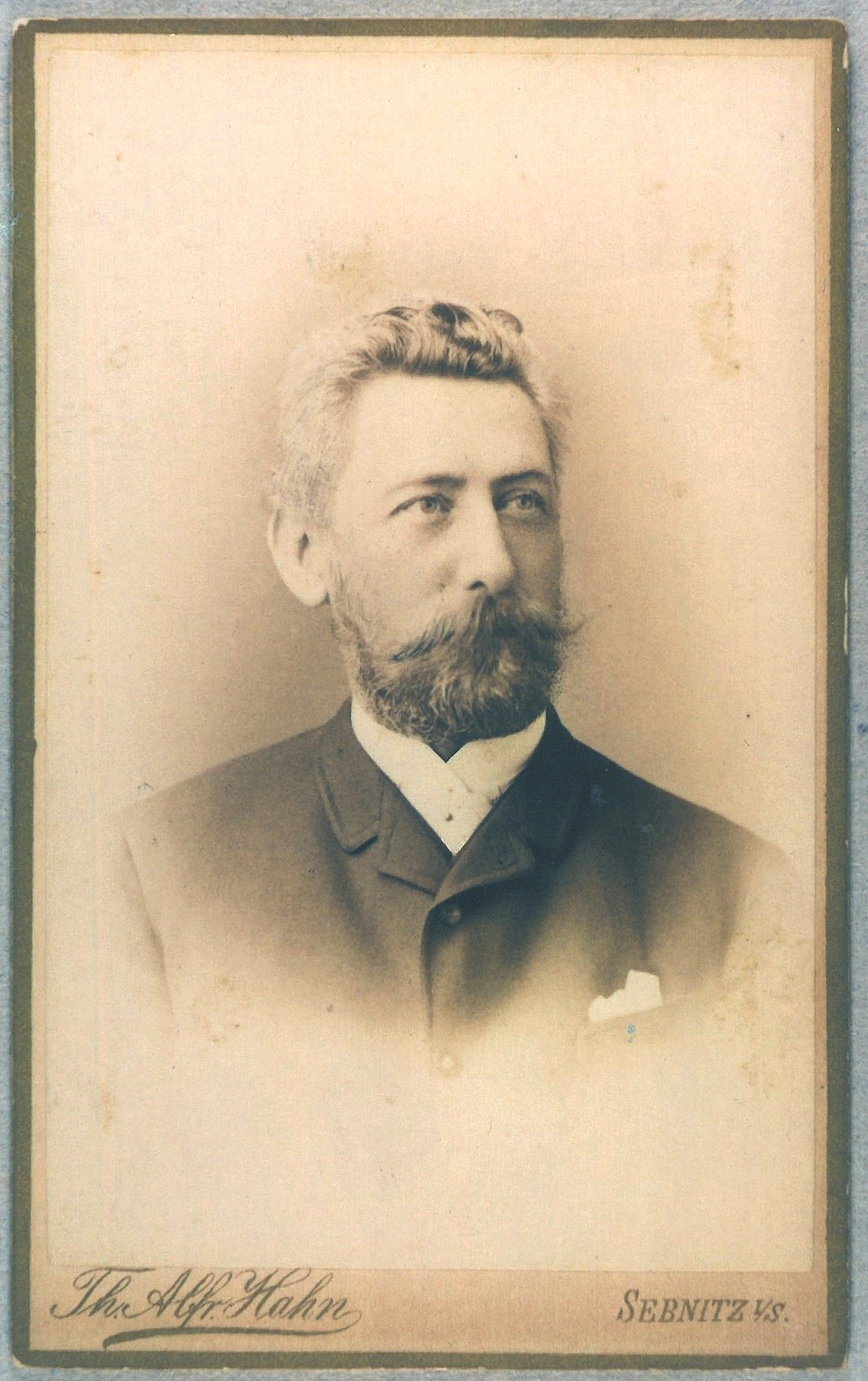
Роберт Шпут

Роберт Шпут (Robert Sputh, 18 июня 1843, Дрезден — 27 февраля 1913, Дрезден) — немецкий предприниматель и изобретатель подставки для пивных кружек в её сегодняшней форме — бирдекеля.
Получил в 1892 г. патент номер 68499 за процесс изготовления подставки. Шпут наливал жидкую смесь из бумаги в формы и сушил их за ночь. Подставки имели диаметр 107 мм и толщину 5 мм. Хорошо всасывающие и гигиеничные одноразовые картонные бирдекели быстро распространялись и вытеснили ранее распространённые подставки из фетра.